# Fronteras de Bélgica
Las fronteras de Bélgica son los límites internacionales que tiene el Reino de Bélgica con los países vecinos. 
Bélgica tiene cuatro fronteras terrestres internacionales con diferentes estados europeos:
- Una frontera terrestre con Alemania
- Una frontera terrestre con Francia
- Una frontera terrestre con Luxemburgo
- Una frontera terrestre con los Países Bajos

También tiene una frontera marítima con el Reino Unido a través del mar del Norte.
Estos límites han sufrido varios cambios desde la creación del país y su independencia del Reino Unido de los Países Bajos el 4 de octubre de 1830  después de la revolución belga.

## Fronteras

### Terrestres

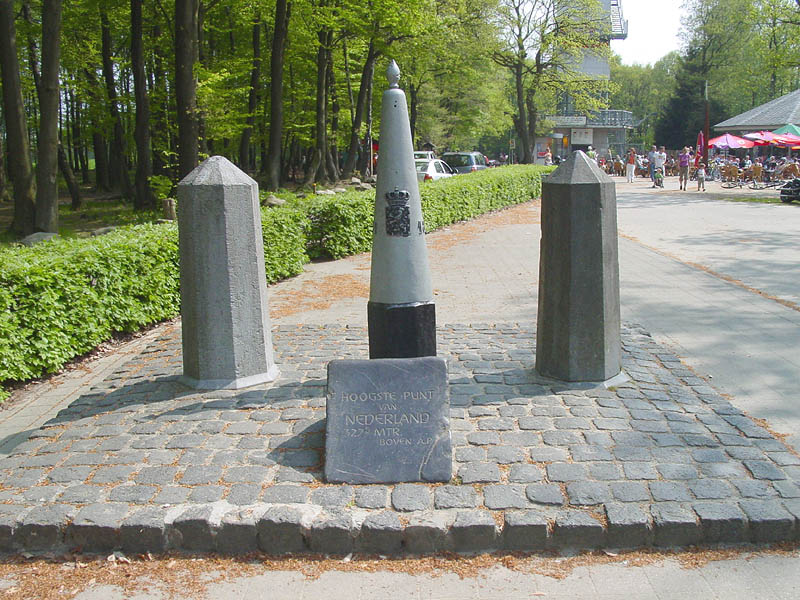
El trifinio de Vaalserberg, en la frontera entre Bélgica y los Países Bajos, es uno de los tres trifinios de las fronteras belgas y es también el punto más alto de los Países Bajos con sus 323 ms.

Bélgica comparte fronteras terrestres con sus cuatro países vecinos, Alemania, Francia, Luxemburgo y los Países Bajos, con un total de 1385 km de fronteras.
Estas fronteras forman tres notables trifinios transfronterizos internacionales:
- El trifinio Alemania-Bélgica-Luxemburgo, en Urén (municipio de Burg-Reuland), en la provincia de Lieja.
- El trifinio Alemania-Bélgica-Países Bajos, en Kelmis, en la provincia de Lieja.
- El tripunto Bélgica-Francia-Luxemburgo, en Athus (ciudad de Aubange), en la provincia de Luxemburgo.

### Marítimas
Como Bélgica tiene un frente marítimo en el noroeste del país, en el mar del Norte, se han firmado varios tratados de delimitación marítima con los 3 países vecinos:
- Francia: delimitación del mar territorial y de la plataforma continental, 8 de octubre de 1990.[2][3]
- Países Bajos: delimitación del mar territorial y la plataforma continental, 18 de diciembre de 1996.[4][5]
- Reino Unido: delimitación de la plataforma continental, 29 de mayo de 1991.[6]

### Resumen
La siguiente tabla resume todas las fronteras de Bélgica:
| País         | Tierra (km) | Mar (km) | Total (km) | Notas |
| ------------ | ----------- | -------- | ---------- | ----- |
| Alemania     | 167         | —        | 167        |       |
| Francia      | 620         | 56       | 676        |       |
| Luxemburgo   | 148         | —        | 148        |       |
| Países Bajos | 450         | 80       | 530        |       |
| Reino Unido  | —           | 41       | 41         |       |
| Total        | 1385        | 177      | 1562       |       |

## Curiosidades

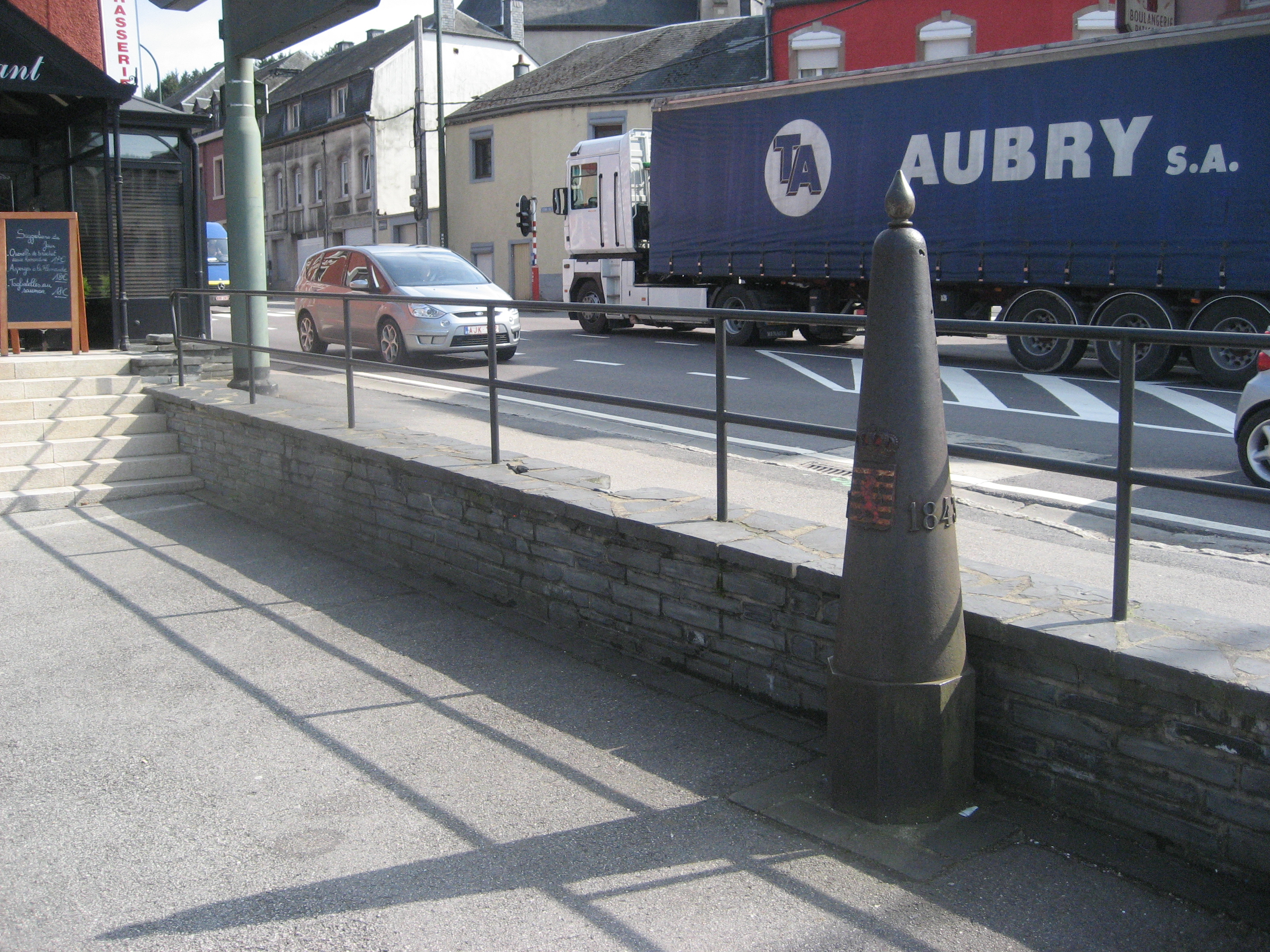
El hito fronterizo "LB 168" en Martelange (Bélgica) y Rombach (Luxemburgo), traza la frontera entre Bélgica y Luxemburgo a lo largo de la ruta nacional 4.

- Las distintas fronteras terrestres están delimitadas por mojones, algunos de los cuales siguen siendo los publicados por el Congreso de Viena de 1815 para separar el Reino Unido de los Países Bajos del Reino de Prusia.
- Noventa y un puestos militares de alerta y vigilancia fueron construidos entre 1937 y 1940 a lo largo de las fronteras con Alemania y Luxemburgo para prevenir una posible invasión del Tercer Reich, que sin embargo tuvo lugar el 10 de mayo de 1940 con el lanzamiento de la Campaña de los 18 Días. Estos puestos se extendían desde Lixhe (provincia de Lieja) hasta Athus (provincia de Luxemburgo) y algunos todavía son visibles hoy.